# Nasutoceratops
A Nasutoceratops a ceratopsia dinoszauruszok egyik kihalt neme. Ez egy bazális centrosaura, amely a késő kréta időszakban élt (a késő campaniai szakaszban, kb. 76,0-75,5 millió évvel ezelőtt). A fosszíliáit az Egyesült Államokbeli Utah déli részén találták. A Nasutoceratops nagyméretű, földön élő, négylábon járó növényevő dinoszaurusz volt, a szeme felett egyedülálló, lekerekített szarvakkal, amelyeK a modern szarvasmarhákéhoz hasonlítanak. Ezek a szarvak szinte az orra hegyéig nyúlnak, a centrosauria alcsalád összes tagja közül a leghosszabbnak számítanak. A pneumatikus elemek jelenléte a Nasutoceratops orrcsontjaiban egyedülálló tulajdonság, ez a tulajdonság más ceratopsia esetében jelenleg nem ismert. Csak három centrosaurin dinoszaurusz nem leletei kerültek elő Észak Amerika délnyugati részéről: a Nasutoceratops, a Diabloceratops és a Machairoceratops.

## Felfedezés és elnevezés

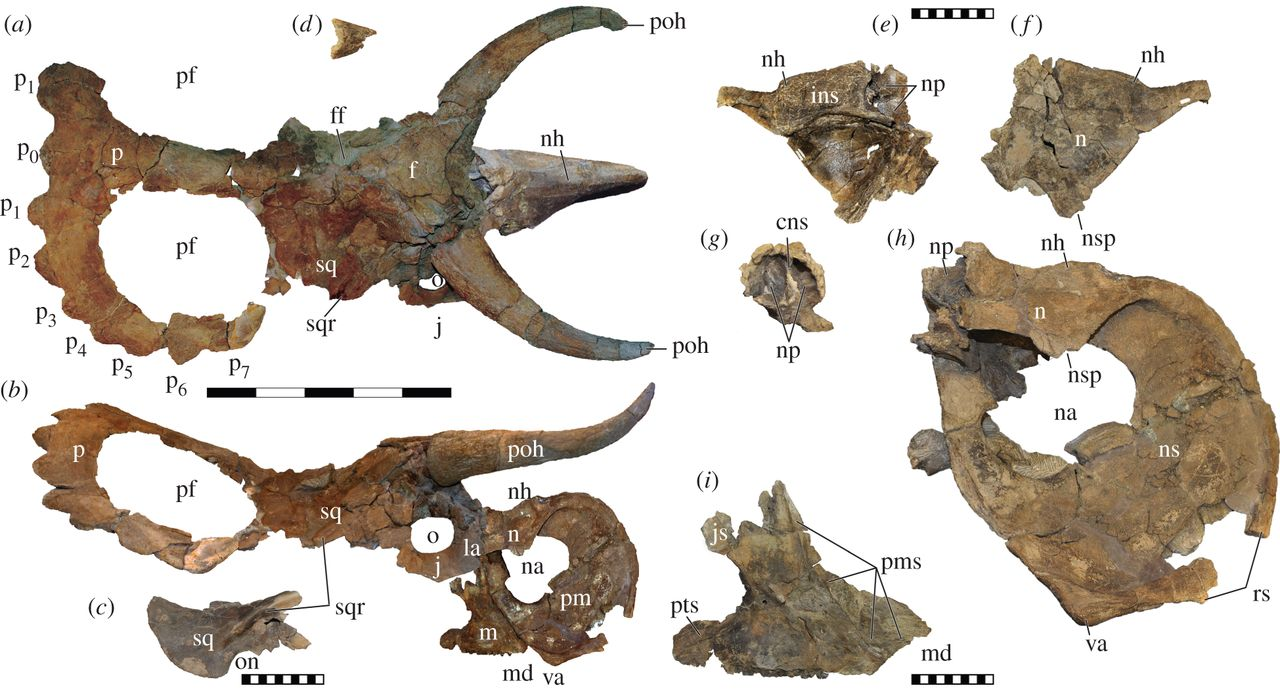
A koponya ismert részei több nézetben

A Nasutoceratops az UMNH  VP 16800 holotípus alapján ismert, amely egy majdnem teljes koponya összetartozó részeit, egy koronoid nyúlványt, egy syncervicalt, három részleges anterior helyzetű háti csigolyát,a vállövet az összetartozó bal oldalimellső végtagot, a jobb oldali mellső láb részeit és bőrlenyomatot tartalmaz. Két példányt soroltak ebbe a fajba: az UMNH VP 19466, disszartikulált felnőtt koponyát, amely a hiányos premaxillát, a maxillát és az orrot tartalmazza. Valamint az UMNH VP 19469, egy izolált squamosumot tartalmaz egy subadult egyedtől. A holotípust 2006-ban fedezték fel és gyűjtötték be a Kaiparowits-medence projekt során, amelyet az utahi egyetem kezdeményezett 2000-ben, a Grand Staircase-Escalante Nemzeti Emlékműnél. A felső Kaiparowits-formáció középső egységéből származó homokkőben találták. Ez az üledék a kréta időszak késő campaniai szakaszában rakódott le, körülbelül 75 millió évvel ezelőtt.
Felfedezője, Eric Karl Lund nevezte el és írta le először 2010-ben Nasutuceratops titusi néven, eleinte érvénytelenként nomen ex dissertatione maradva. Scott D. Sampson, Lund, Mark A. Loewen, Andrew A. Farke és Katherine E. Clayton érvényesen nevezték el 2013-ban, a nem nevét kijavítva Nasutoceratopsra. A típusfaj a Nasutoceratops titusi. A nem neve a nasutusból származik, amely jelentése latinul "nagy orr". A név másik fele a ceratops , görögül "szarvas arc" szóból ered. A fajnév Alan L. Titust tiszteli.

## Leírás

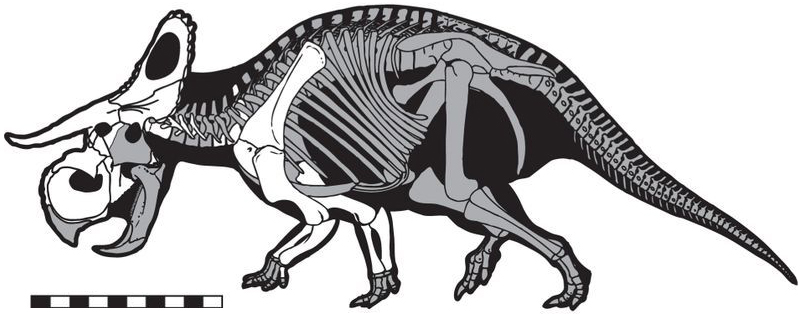
Az ismert maradványokat fehér színű csontvázrajz mutatja

A holotípus koponya körülbelül 1,5 méter (4,9 ft) hosszú. Testhossza 4,5 méter (14,8 ft), súlya 1,5 tonna lehetett. A Nasutoceratops- nak számos egyedi vonása vagy autapomorfiája van. Az orrüreg körüli rész erősen fejlett, a koponya hosszának körülbelül háromnegyedét képviseli a szemüregek előtt. Minden orrcsont hátulját egy nagy belső üreg szegélyezi. A maxilla és a praemaxilla érintkezési felülete kivételesen nagy. A maxillának van egy nagy belső karimája is, amely a két vízszintes oldalon keresztül érintkezik a praemaxillával. A homlokon található szarvak előre és kifelé mutatnak, majd befelé görbülnek, és végül felfelé fordulnak.

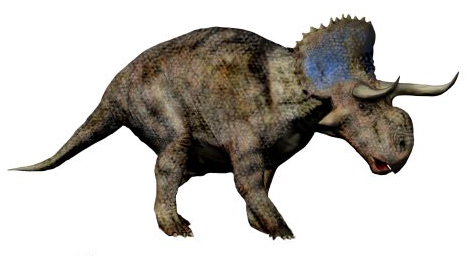
A testrekonstrukció

A Nasutoceratops olyan tulajdonságok egyedülálló kombinációját is mutatja, amelyek önmagukban nem egyediek. Az orrán a szarv alacsony és keskeny, megnyúlt alappal. A squamosal felső felületén magas gerinc fut végig, amely a szemüreg irányából a squamosal peremének irányába halad. A koponya gallérja nagyjából kör alakú, amelynek a legszélesebb pontja a középső élnél van. A osteodermák a gallér szélén, az epiparietalon és episquamosalon, nem formálnak tüskéket, alakja azonban egyszerű kis félholdakra hasonlít. A hátsó gallérszél nem hornyolt, hanem a középvonalon található az epiparietal.
A Nasutoceratops orra rövid és magas, az orrcsontjai belső üregeket mutatnak, amelyeket a szerzők pneumatikus nyílásoknak tekintenek, amik behatolnak a csontba az orrüregből. Ez azért figyelemre méltó, mert ilyen pneumatikus orr nem ismert semmilyen más ceratopsida dinoszaurusz esetében, ami alátámasztja, hogy ez a tulajdonság ennek a nemzetségnek egyedülálló levezetett tulajdonsága. A Nasutoceratops-nak 29 fogmedre van a maxillában, mindegyiket több fog foglalt el. A szemüregek közötti koponyatető boltozatos, és jelentősen magasabb, mint az orr-rész. Az ívelt, vízszintesen előre nyúló homlokszarv elrendezést David Hone paleontológus a modernszarvasmarha félék szarvaihoz hasonlított. A homlokszarvak a koponya teljes hosszának kb. 40%-át teszik ki, és majdnem elérik az orrcsúcs szintjét. Akár 457 mm-es csonthosszúsággal is rendelkezhettek, amelyek minden tekintetben a leghosszabbak a centrosaurin dinoszauruszok között.

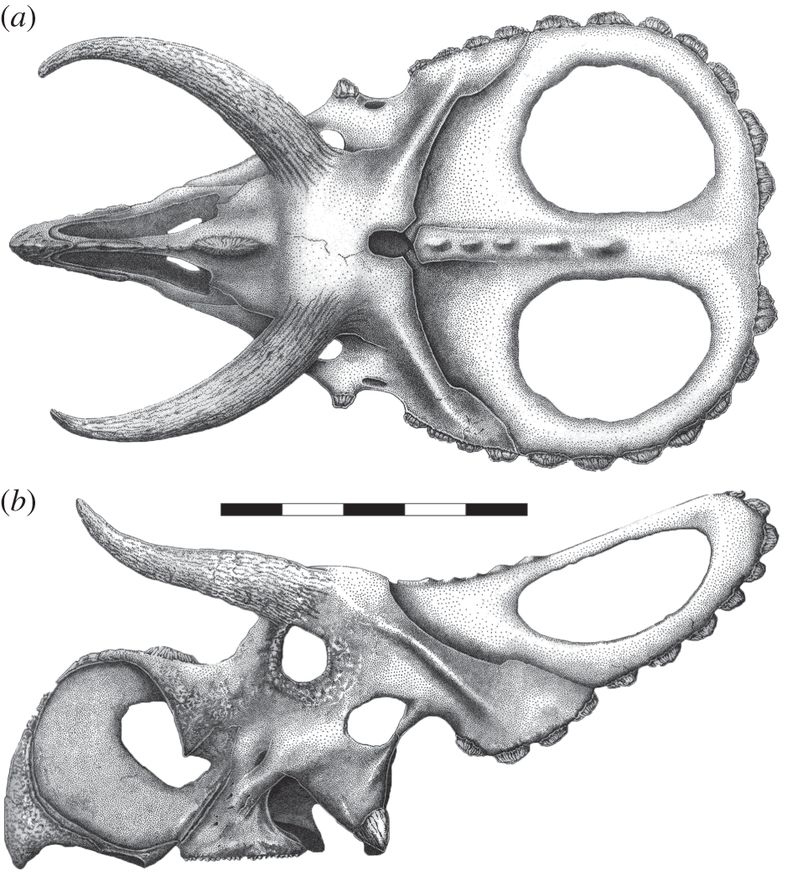
A koponya

Az epijugal (arckürt) hossza 85 milliméter (3,3 in), az ismert centrosaurinok között ez is a legnagyobbnak számít. A koponya gallérja mérsékelten hosszú, és mindkét oldalán nagy, vese alakú parietális fenestra található. A középvonalbeli epiparietálistól eltekintve mindkét oldalon hét epiparietalis van, és körülbelül négy-öt epikvamosalis is. Az elülső végtagban az ulna kivételesen robusztus, nagy olecranon nyúlvánnyal. A bal váll közelében talált három bőrlenyomat folt közül az egyik nagy, 8-11 mm széles, hatszögletű pikkelyeket mutat, amelyeket kisebb, háromszög alakú pikkelyek vesznek körül. 

## Osztályozás
A Nasutoceratopsot 2013-ban sorolták a Centrosaurinae csoporthoz. Viszonylag bazális helyzetű. A filogenetikai elemzés, amelyet Sampson és munkatársai végeztek, (2013) a Nasutoceratopsot az Avaceratops testvértaxonjának találta. A tanulmány szerint a Nasutoceratops létezése alátámasztja azt a hipotézist, amely szerint az akkori faunát a Laramidia északi és déli részre választotta szét. A kládja különbözik az északi centrosaurinoktól a hosszú homlokszarvak és a rövid orrszarv megmaradásában, illetve ezt kombinálva az ekkor épp konvergensen fejlődő Chasmosaurinae csoport alacsony epiparietalisaival. 2016-ban ezt a kládot Nasutoceratopsini névre keresztelték; ami tartalmazza a Nasutoceratops-ot, valamint az ANSP 15800-katalógus számú leletet (ez az Avaceratops holotípusa), a MOR 692-es számú leletet (ezt korábban az Avaceratops kifejlett példányaként kezelték) azOldman Formációból újonnan leírt CMN 8804 leletet és egy másikMalta, Montanában talált még le nem írt ceratopsian leletet.

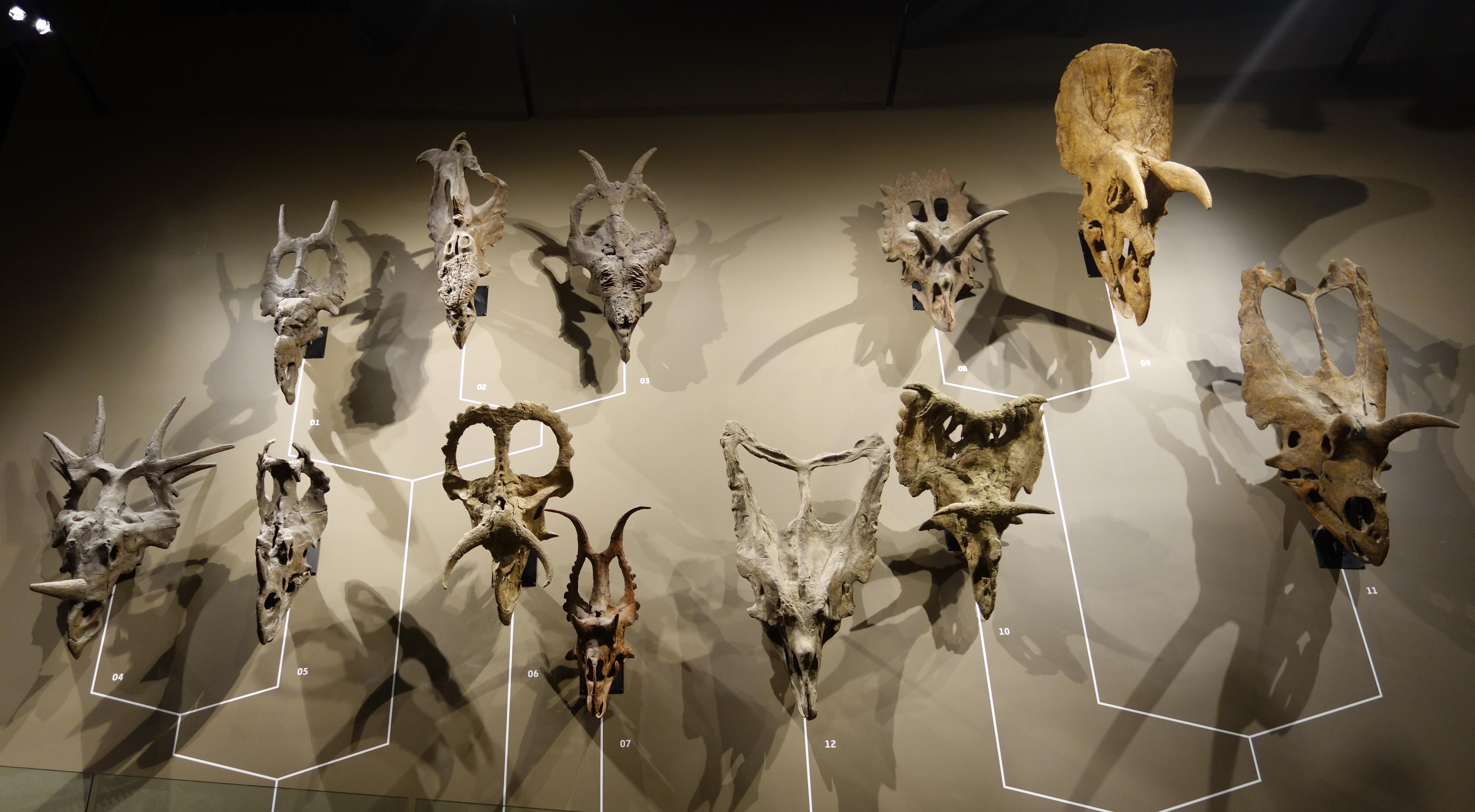
Ceratopszida dinoszauruszok koponyái egy filogenetikai rendszerben. A Nasutoceratops bal oldalon középen található (06)

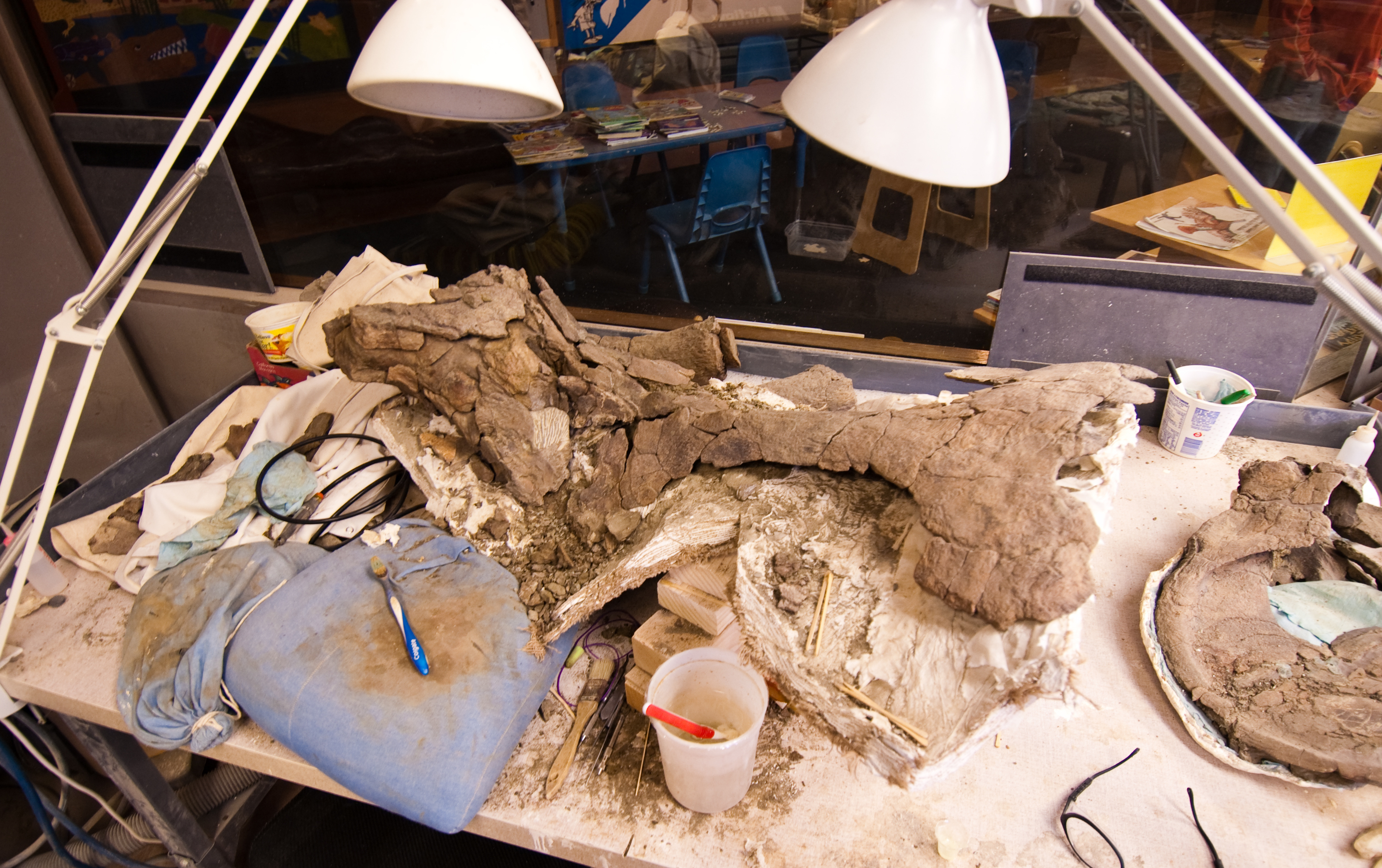
Holotípus koponya a preparálás során

## Paleoökológia

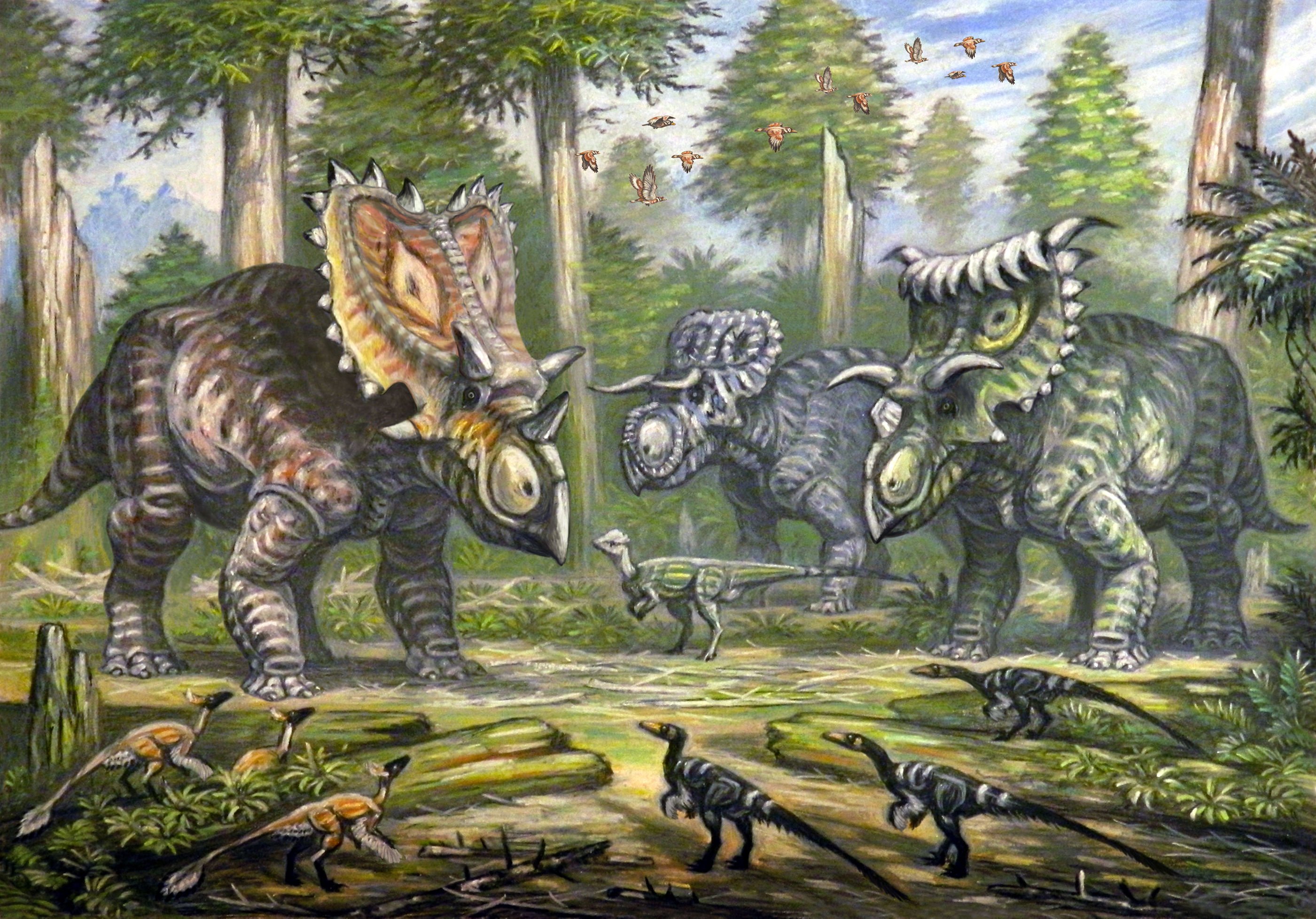
Nasutoceratops (hátul középen) együtt él más ceratopsidákkal, deinonychosaurusokkal és Stegocerasokkal

A Nasutoceratops egyetlen ismert példányát az Utah déli részén, a Kaiparowits-formációban sikerült felfedezni. Az argon-argon radiometrikus kormeghatározás azt mutatta, hogy a Kaiparowits képződmény 76,1 és 74,0 millió évvel ezelőtt, a késő kréta időszak campaniai szakaszában rakódott le.  A késő kréta időszakban a Kaiparowits-formáció helyszíne a nyugati belső tengeri út nyugati partja közelében volt, amely egy nagy, kontinentális sekély tenger, amely Észak-Amerikát két szárazulatra osztotta fel. Nyugaton Laramidia és keleten Appalachia volt megtalálható. A fennsík, ahol a dinoszauruszok éltek, egy ősi ártér volt, amelyet nagy folyókk és bőséges vizes tőzeges mocsarak és tavak uraltak, amiket hegyvidék határolt. Az éghajlat nedves és párás volt, ami változatos organizmusoknak nyújtott élőhelyet. Ez a képződmény a világ egyik legjobb és legfolytonosabb lelet együtteseket tartalmaz a késő kréta időszakii földi élettől.
A Nasutoceratops számos más élőlénnyel osztozott az élőhelyen, mint például olyan kisebb theropodákkal, mint adromaeosauridák, a troodontidTalos sampsoni, vagy ornithomimuszok mint a Ornithomimus Velox. De páncélos ankylosauridákkal, kacsacsőrű hadroszauruszokkal (Parasaurolophus cyrtocristatus és gryposaurus monumentensis ) ceratopsiákkal ( Utahceratops gettyi, kosmoceratops richardsoni) és oviraptorosauriaákkal (Hagryphus giganteus) is. A Kaiparowits Formációból jelentettek még porcoshalakat (cápák és ráják), békákat, szalamandrákat, teknősöket, gyíkokat és krokodilokat, illetve különféle korai emlősöket, mint a multituberculátákat, erszényeseket és rovarevőket.

## Fordítás
- Ez a szócikk részben vagy egészben  a   Nasutoceratops című angol Wikipédia-szócikk ezen változatának fordításán alapul.  Az eredeti cikk szerkesztőit annak laptörténete sorolja fel. Ez a jelzés csupán a megfogalmazás eredetét és a szerzői jogokat jelzi, nem szolgál a cikkben szereplő információk forrásmegjelöléseként.